# Jordan 198
Jordan 198 je Jordanov dirkalnik Formule 1 za sezono 1998, ki sta ga zasnovala Gary Anderson in Mike Gascoyne, dirkača pa sta bila Damon Hill in Ralf Schumacher. Po katastrofalnem prvem delu sezone, ko moštvo ni dosegle prvenstvenih točk, je sledil mnogo uspešnejši drugi del sezone tudi z dvojno zmago na dirki za Veliko nagrado Belgije, kjer je bil v zadnjem delu dirke Schumacher hitrejši, toda ni smel prehiteti Hilla, ki je tako dosegel prvo Jordanovo zmago. Schumacher je dosegel še tretje mesto na naslednji dirki za Veliko nagrado Italije, skupno pa sta dosegla dirkača še sedem uvrstitev med dobitnike točk. V konstruktorskem prvenstvu je moštvo doseglo četrto mesto z 34-imi točkami. 

## Popolni rezultati Formule 1
(legenda)
| Leto | Moštvo | Motor           | Gume | Dirkača         | 1   | 2   | 3   | 4   | 5   | 6   | 7   | 8   | 9   | 10  | 11  | 12  | 13  | 14  | 15  | 16  | Toč | Prv |
| ---- | ------ | --------------- | ---- | --------------- | --- | --- | --- | --- | --- | --- | --- | --- | --- | --- | --- | --- | --- | --- | --- | --- | --- | --- |
| 1998 | Jordan | Mugen Honda V10 | G    |                 | AVS | BRA | ARG | SMR | ŠPA | MON | KAN | FRA | VB  | AVT | NEM | MAD | BEL | ITA | LUK | JAP | 34  | 4.  |
| 1998 | Jordan | Mugen Honda V10 | G    | Damon Hill      | 8   | DSQ | 8   | 10  | Ret | 8   | Ret | Ret | Ret | 7   | 4   | 4   | 1   | 6   | 9   | 4   | 34  | 4.  |
| 1998 | Jordan | Mugen Honda V10 | G    | Ralf Schumacher | Ret | Ret | Ret | 7   | 11  | Ret | Ret | 16  | 6   | 5   | 6   | 9   | 2   | 3   | Ret | Ret | 34  | 4.  |